# Argentina nos Jogos Olímpicos de Verão de 1964
A Argentina competiu nos Jogos Olímpicos de Verão de 1964, realizados em Tóquio, Japão.